# Центр агробиотехнологий
Центр агробиотехнологий — научно-производственный комплекс, специализирующийся на исследованиях в сфере биотехнологий, питомниководства, микробиологии, селекции и биологизации земледелия. Расположен в городе Ставрополь. Входит в состав Института аграрной генетики и селекции при Ставропольском государственном аграрном университете.
Является одним из крупнейших профильных научно-исследовательских центров в ЮФО и СКФО: общая площадь учреждения составляет более 1,5 тыс. кв. метров, на которых расположено 7 лабораторий, в том числе лаборатория ПЦР-диагностики растений, созданная совместно с Институтом биоорганической химии Российской академии наук. Производственные мощности центра позволяют выполнять около 300 видов исследований, направленных на увеличение урожайности и повышение плодородия земель. В их числе — выделение и оценка ДНК растений, определение болезней сельскохозяйственных культур, комплексный анализ почвы и растительных образцов.
Проект по созданию Центра агробиотехнологий был реализован в рамках государственной программы поддержки университетов «Приоритет-2030» при поддержке министерства сельского хозяйства России и правительства Ставропольского края. Общий объем финансирования проекта составил порядка 200 млн рублей. Строительные работы завершились в 2023 году.

## Деятельность
Центр агробиотехнологий был создан для помощи аграриям Ставропольского края и соседствующих с регионом субъектов (Ростовская область, Краснодарский край) в части повышения эффективности растениеводческой отрасли за счет внедрения современных исследований в производственный процесс и использования селекционно-генетических инструментов в работе по выращиванию продукции растениеводства.
К работе в центре планируется привлекать ученых из разных научных центров России. Среди заявленных учреждений-партнеров: Московский физико-технический институт, ИБХ РАН, МГУ, Федеральный научный центр им. Мичурина, Всероссийский институт генетических ресурсов растений им. Вавилова, Всероссийский научно-исследовательский институт кукурузы, Северо-Кавказский Федеральный научный центр.
Одними из стратегических направлений работы центра станет создание собственных биопрепаратов, а также изучение эффективности применения препаратов для борьбы с болезнями и вредителями сельскохозяйственных культур.

## Организационная структура
Центр агробиотехнологий является научно-производственным подразделением Института аграрной генетики и селекции, который относится к Ставропольскому государственному аграрному университету. Главная руководящая должность — заведующий центром, в подчинении которого находятся заведующие лабораториями, научные сотрудники, лаборанты и технический персонал. Общее количество штатных и привлекаемых по совместительству сотрудников составляет 40 человек.

### Лаборатории
В составе Центра агробиотехнологий функционирует 7 лабораторий:

#### Лаборатория ПЦР-диагностики
- выделение и оценка ДНК растений и качественного определения различных болезней сельскохозяйственных культур;
- диагностика болезней сельскохозяйственных культур;
- разработка новых тест-систем для диагностики и идентификации фитопатогенов;
- определение ДНК растительного происхождения;
- регистрация и хранение данных о присутствии вредных организмов.

#### Лаборатория «Почвенной микробиологии»
- почвенные исследования территорий хозяйств с обновлением почвенной карты и рекомендациями по повышению плодородия почв;
- определение физических, химических и биологических свойств почвы, разработка рекомендаций по повышению плодородия;
- почвенно-мелиоративное обследование и солевая съёмка территорий;
- экологический мониторинг загрязнённых и нарушенных земель;
- анализ воды на солевой состав;
- обследование территорий на садопригодность;
- микробиологический анализ почвы: определение количества аэробных и анаэробных азотфиксаторов, аммонификаторов, нитрификаторов, целлюлозоразрушающих микроорганизмов, микроскопических грибов.

#### Лаборатория агрохимического анализа
- почвенно-агрохимические и эколого-токсикологические полевые обследования сельскохозяйственных угодий;
- диагностика питания растений;
- анализы почвы, растений, воды и удобрений с целью определения содержания макро и микроэлементов;
- составление агрохимических картограмм для системы точного земледелия.

#### Лаборатория органического земледелия
- оценка биометрических показателей сельскохозяйственных культур;
- анализ качества семян сельскохозяйственных культур;
- отбор проб, испытание, экспертиза образцов семян сельскохозяйственных культур, в том числе при решении спорных вопросов в отношении качества и безопасности;
- подтверждение качества и безопасности семенного материала;

#### Лаборатория фитосанитарного мониторинга и диагностики
- фитосанитарное обследование сельскохозяйственных угодий на предмет выявления вредных организмов;
- диагностика болезней, вредителей и сорной растительности;
- исследования биологической эффективности пестицидов и агрохимикатов в отношении вредных организмов.

#### Лаборатория оценки качества продукции
- определение технологических свойств продукции зерновых и масличных культур;
- определение качества зерна и маслосемян в период хранения;
- оценка качества продукции зерновых и масличных культ нового урожая;

#### Лаборатория качества семян и анализа биометрических показателей
- отбор проб, испытание, экспертиза образцов семян сельскохозяйственных культур, в том числе при решении спорных вопросов в отношении качества и безопасности;
- анализ качества семян сельскохозяйственных культур;
- апробация посевов сельскохозяйственных культур;
- оценка биометрических показателей сельскохозяйственных культур.

## Образовательные программы и работа со студентами
В 2023 году Московский физико-технический институт и Ставропольский аграрный университет запустили совместную программа магистратуры «Современные агробиотехнологии», в рамках которой студенты изучают основы биоинформатического анализа генетических данных растений; методику экспериментальных исследований в агрономии; введение в технологии геномного редактирования; генетическую инженерию и другие дисциплины. Особенность программы заключается в том, что магистранты СтГАУ проходят обучение на площадке МФТИ, а на практику выезжают в свой регион. После завершения обучения в магистратуре молодые ученые вернутся в Ставропольский аграрный университет с трудоустройством в Институт аграрной генетики и селекции, в том числе в Центр агробиотехнологий, чтобы заниматься развитием селекционно-генетического направления.